# Mädchen, die am Wege liegen
Mädchen, die am Wege liegen ist ein deutscher Sexfilm aus dem Jahr 1976.

## Handlung
Tom und Jeff machen mit ihrem offenen Geländewagen eine Tour durch die Schweiz. Dabei nehmen sie willige Mädchen wie die Anhalterin Fifi sowie Sally und ihre lesbische Ex-Freundin Lisa mit und vergnügen sich mit ihnen. Den Abschluss bildet eine gigantische Massenorgie.

## Produktionsnotizen
Dank seiner nominell deutschen Produktionen konnte der Schweizer Produzent Erwin C. Dietrich immer wieder Steuerabschreibungen beanspruchen, die als sogenannte Tax-Shelter zweckgebunden für einen neuen Film eingesetzt werden mussten. Dietrich stellte nun seinen Kollegen Eduard Stoeckli, Xavier Koller und Paul Grau das Geld aus einem Hamburger Tax-Shelter für einen Film seiner Wahl zur Verfügung. Nach einigen Wochen legten sie ihm das unter anderem im Tessin abgedrehte Material zu einem Roadmovie vor, das Dietrich jedoch nicht überzeugte. Überdies war während der Dreharbeiten Hauptdarsteller Christof Wackernagel aus politischen Gründen untergetaucht.
Dietrich entschloss sich, mit den verbleibenden 30000 Mark das vorhandene Material zu einem Sexfilm umzugestalten, wodurch es ihm gelang, den Tax-Shelter zu retten. Aus diversen an dem Film beteiligten Regisseuren kreierte er den Anonymus Joseph K. Shalbert mit dem K. als diskretem Hinweis auf Xavier Koller. Den ursprünglich ziemlich freizügigen Film startete er am 18. März 1976 ungeprüft, worauf er zurückgezogen werden musste und erst nach drastischen Schnittauflagen am 24. Juni 1976 die FSK-Prüfung passierte.
In den Schweizer Kinos lief der Film anders als in der Bundesrepublik in ungekürzter Fassung. Die VHS-Editionen der 1980er Jahre erschienen ungekürzt. Die von Stöckli unter dem Label VFL vermarktete Pornofassung wurde auf hundert Minuten erweitert und erhielt den Titel Je nässer, umso besser.

## Kritiken
Das Lexikon des internationalen Films nennt den Film eine „Ausschußware aus der ‚Sexfabrik‘ Dietrich“. Das Heyne Filmlexikon vermutete, die lesbischen Begegnungen und „abgefilmte Masturbationsakte streunender Girls“ würden dem Osservatore Romano nicht gefallen.